# نعيمة الجاني
نعيمة الجاني (18 ديسمبر 1958 -) هي ممثلة تونسية ذات تكوين أكاديمي من أكثر الفنانات شعبية وشهرة على مستوى الساحة الفنية، قامت بعديد الأدوار في أهم أعمال التلفزة التونسية الدرامية والكوميدية اهمها الخطاب على الباب وشوفلي حل.عرفها الجمهور في حلة الخادمة أو المرأة الريفية رغم آدائها لادوار أخرى بنجاح.

## أعمالها

### التلفزيون

#### المسلسلات
- 1992 : الدوار لعبد القادر الجربي: سالمة
- 1992 : ولد الناس لالمنصف ذويب: سوسن مضيفة الطيران
- 1993 : وردة لحمادي عرافة
- 1993 : العاصفة لعبد القادر الجربي: راضية
- 1995 : إضحك للدنيا للطاهر الفازع: فاطمة
- 1995 : فج الرمل لمحمد الغضبان: زينة
- 1996 : الراية والغيث لفواز عبد الباقي
- 1996 : الخطاب على الباب لصلاح الدين الصيد وعلي اللواتي والمنصف البلدي: حدة
- 1997 : باب الخوخة لعبد الجبار البحوري: نظيرة
- 1999 : خضراء والكنز للمخرج عبد الرزاق الحمامي والمؤلف علي محسن العرفاوي: عزيزة
- 2000 - 2001 : إضحك للدنيا 1 و2 لعبد الرزاق الحمامي: فاطمة
- 2000 : منامة عروسية لصلاح الدين الصيد: ساسية
- 2001 : ضفاير لالحبيب المسلماني: لويزة
- 2003 : إخوة وزمان لحمادي عرافة: منجية
- 2004 : حسابات وعقابات لالحبيب المسلماني: مريم بنت الصواف
- 2005 : عودة المنيار لالحبيب المسلماني: الشهلة
- 2006 : حياة وأماني لمحمد الغضبان: حياة
- 2007 : كمنجة سلامة لحمادي عرافة: نايلة
- 2007 - 2009 : شوفلي حل (الموسم 4 و6) لصلاح الدين الصيد وعبد القادر الجربي: كلثوم
- 2008 : صيد الريم لعلي منصور: نجمة
- 2010 : كاستينغ لسامي الفهري (ضيفة شرف)
- 2010 : ڨراج الكريك لرضا الباهي
- 2012 : دار الوزير لصلاح الدين الصيد: جنات زوجة الضو
- 2013 : يوميات إمرأة لنجيب عياد: حبيبة (ضيفة شرف)
- 2013 - 2014 : كاميرا كافيه لإبراهيم اللطيف: بهيجة
- 2014 : ناعورة الهواء (الموسم 1) لمديح بالعيد: خديجة (ضيفة شرف)
- 2014 - 2015 : بنت أمها ليوسف ميلاد ومخلص معلى: دوجة
- 2015 : الريسك لنصر الدين السهيلي
- 2016 - 2017 : دنيا أخرى لسامي الفهري: منجية
- 2016 : صحبة غير درجين لحمزة المسعودي: حبيبة والدة حمة
- 2016 : بوليس 2.0 لمجدي السميري: ضيفة شرف
- 2019 : صحبة غير درجين (الموسم 2) لحمزة المسعودي: حبيبة والدة حمة
- 2019 : الهربة لقيس شقير: والدة شكيب
- 2020 : دنيا أخرى (الموسم 4) لقيس شقير: والدة صبري
- 2021 : المليونير لمحمد غوج
- 2021 : إن شاء الله مبروك لبسام الحمراوي
- 2022+2021 : الفوندو لسوسن الجمني: خديجة والدة يحيى
- 2022 : كان يا ما كانش (الموسم 2) لعبد الحميد بوشناق[2]
- 2023:فلوجة (الموسم 1) لسوسن الجمني:مادام ليلى
- 2024:فلوجة (الموسم 2) لسوسن الجمني:مادام ليلى

#### الأفلام التلفزية
- 2007 : القوي للحبيب المسلماني
- 2009 : شوفلي حل لعبد القادر الجربي: كلثوم عاملة النظافة

#### البرامج
- 2012 : التمساح (الحلقة 9) على قناة التونسية
- 2014 : الإنجليزي (الحلقة 2) على قناة تونسنا

### الفيديوهات
- 2013 : ظهورها في كليب غناية ليك (أغنية لك)ـ أغنية جماعيو كتبت وجهزت وأنتجت عن طريق بيرم كيلاني وأديرت عن طريق زياد اليتيم
- 2017 : ظهورها في كليب ماني ماني للشاب بشير، أخرجت عن طريق ربيع التكالي

### المسرح
- ددَو مترشحة للإنتخابات الرئاسية للمنصف ذويب
- فزاني مرتاح لصالح الجدي ومحمد الغضبان مع المنجي بن حفصية.
- سهرة تحت السور
- علمني
- الطالبات للسينارست عزوز الشناوي والمخرج المسرحي المنجي بن حفصية
- أعطيني فرصة للمخرج المسرحي الصادق حلواس مع درصاف مملوك
- ملا عيلة للصادق حلواس للمنجي بن حفصية والمخرج التلفزي محمد الحاج سليمان وتأليف هدى اللطيف
- وفى المكتوب للسيناريست الطاهر رضوانيات والإخراج المسرحي للصادق حلواس مع درصاف مملوك

### السينما
- 1990 : عصفور سطح لفريد بوغدير
- 1996 : العسل والرماد لنادية فارس : نبيلة
- 2002 : عرائس الطين للنوري بوزيد
- 2004 : كلمة رجال لمعز كمون وحسن بن عثمان
- 2005 : خشخاش أو زهرة النسيان لسلمى بكار
- 2008 : المشروع (فيلم قصير) لمحمد علي النهدي
- 2016 : وه! لأسمهان الأحمر: دلندة

## وصلات خارجية
- نعيمة الجاني على موقع IMDb (الإنجليزية)
- نعيمة الجاني على موقع قاعدة بيانات الأفلام العربية